# 乌韦阿岛 (新喀里多尼亚)
乌韦阿岛（法語：Île d'Ouvéa）是法国海外特殊集体新喀里多尼亞的島嶼，位於南太平洋，屬於洛亞蒂群島，也是同名市镇的主要组成部分。该岛长50千米，宽7千米，面积1207平方千米。